# Solanum brevicaule
Solanum brevicaule es una especie herbácea y tuberosa de papa silvestre distribuida en Bolivia y el noroeste de Argentina.
 Esta especie, conjuntamente con otras 20 especies silvestres de papa morfológicamente muy similares entre sí y denominadas en su conjunto complejo Solanum brevicaule, ampliamente distribuidos desde el Perú central hasta el norte de la Argentina es el stock a partir del cual se domesticó a Solanum tuberosum, la papa cultivada. Los siguientes taxones se incluyen dentro del complejo Solanum brevicaule (todos son diploides salvo indicación de otro nivel de plodía entre paréntesis):   S. achacachense, S. ambosinum, S. avilesii, S. brevicaule, S. bukasovii, S. canasense, S. gourlayi subsp. gourlayi (con poblaciones diploides y tetraploides), S. gourlayi subsp. pachytrichum, S. gourlayi subsp. vidaurrei, S. hondelmannii, S. leptophyes, S. marinasense, S. medians, S. multidissectum, S. oplocense (con poblaciones diploides, tetraploides y hexaploides), S. pampasense, S. sparsipilum, S. spegazzinii, S. sucrense (tetraploide), S. abancayense, S. acroscopicum, S. candolleanum, S. hoopesii (tetraploide), S. incamayoense y S. ugentii (tetraploide).

## Nombre común
Los nombres de las papas silvestres en general son de origen aimara. En la microrregión de las orillas del Lago Titicaca (a 3819 m s. n. m.) a esta especie de papa silvestre se la conoce como  «Jamach´i Ch´oghe», que significa «papa comida de pájaro». Según versiones de los habitantes más antiguos del lugar, antes de que se conozcan otras especies tales como la cebada, las aves en general, tenían como principal alimento a estas papas silvestres.

## Taxonomía
Solanum brevicaule fue descrita por Friedrich August Georg Bitter y publicado en Repertorium Specierum Novarum Regni Vegetabilis 11: 390. 1912.
Etimología
Solanum: nombre genérico que deriva del vocablo Latino equivalente al Griego στρυχνος (strychnos) para designar el Solanum nigrum (la "Hierba mora") —y probablemente otras especies del género, incluida la berenjena— , ya empleado por Plinio el Viejo en su Historia naturalis (21, 177 y 27, 132) y, antes, por Aulus Cornelius Celsus en De Re Medica (II, 33). Podría ser relacionado con el Latín sol. -is, "el sol", debido a que la planta sería propia de sitios algo soleados.
brevicaule: epíteto latino que significa "con tallo corto".
Sinonimia
- Solanum colominense Cárdenas
- Solanum gourlayi subsp. vidaurrei (Cárdenas) Hawkes & Hjert.
- Solanum incamayoense Okada
- Solanum leptophyes f. gourlayi (Hawkes) Correll
- Solanum liriunianum Cárdenas & Hawkes
- Solanum mollepujroense Cárdenas & Hawkes[11]